# Międzynarodowe Dni Filmu Dokumentalnego „Rozstaje Europy”
Międzynarodowe Dni Filmu Dokumentalnego „Rozstaje Europy” – międzynarodowy festiwal odbywający się w latach 2000–2009 w Lublinie, organizowany przez Akademickie Centrum Kultury „Chatka Żaka”.
Dyrektorem festiwalu był reżyser filmów dokumentalnych Grzegorz Linkowski. Na festiwalu prezentowane były filmy dokumentalne z całego świata poruszającej tematykę ścierania się różnych kultur i ich koegzystencji na wspólnym terytorium. 
Filmy poświęcone były między innymi martyrologii i stosunkach między narodami po II wojnie światowej, a także roli kultury żydowskiej w Europie, mieszania się narodów w Rosji radzieckiej, problemowi bezdomności, nietolerancji i ksenofobii. Na festiwalu przyznawane były także nagrody.
Ostatnia, 10. jubileuszowa edycja festiwalu odbyła się w dniach 22-26 kwietnia 2009 roku. Zaprezentowano 34 filmy (24 krótkometrażowe, 10 pełnometrażowych) z Polski, Austrii, Francji, Litwy, Niemiec, Rumunii, Serbii i Węgier.